# Campionati italiani juniores di atletica leggera 2025
I Campionati italiani juniores di atletica leggera 2025 si sono svolti dal 4 al 6 luglio a Grosseto, in Toscana.
La fase di cross è stata disputata il 15 e 16 marzo a Cassino alla Festa del Cross 2025, ed ha visto vincitori Omar Fiki e Licia Ferrari.
Le prove multiple si sono invece disputate il 21 e 22 giugno a Busto Arsizio, ed hanno visto vincitori Kevin Lubello ed Sofia Bonafè.

## Minimi di qualificazione
| Specialità                 | Uomini                                                                   | Donne                                                                     |
| -------------------------- | ------------------------------------------------------------------------ | ------------------------------------------------------------------------- |
| 100 metri piani            | 10"98                                                                    | 12"30                                                                     |
| 200 metri piani            | 22"25                                                                    | 25"20                                                                     |
| 400 metri piani            | 49"80                                                                    | 58"00                                                                     |
| 800 metri piani            | 1'55"50                                                                  | 2'17"50                                                                   |
| 1500 metri piani           | 3'59"70                                                                  | 4'42"00                                                                   |
| 3000 metri piani           | 8'42"00                                                                  | 10'30"00                                                                  |
| 5000 metri piani           | 15'42"00                                                                 | 19'00"00                                                                  |
| 10000 metri piani          | -                                                                        | -                                                                         |
| 100 metri ostacoli         | -                                                                        | 15"70                                                                     |
| 110 metri ostacoli (0,99m) | 15"80; 16"20 (1.06m)                                                     | -                                                                         |
| 400 metri ostacoli         | 57"75                                                                    | 1'06"00                                                                   |
| 3000 metri siepi           | 10'00"00                                                                 | 12'20"00                                                                  |
| Salto in alto              | 1,94 m                                                                   | 1,64 m                                                                    |
| Salto con l'asta           | 4,30 m                                                                   | 3,45 m                                                                    |
| Salto in lungo             | 6,95 m                                                                   | 5,60 m                                                                    |
| Salto triplo               | 13,95 m                                                                  | 11,50 m                                                                   |
| Getto del peso             | 13,80 m (6 kg); 12,00 m (7,260 kg)                                       | 10,40 m                                                                   |
| Lancio del disco           | 42,35 m (1,75 kg); 39,50 m (2 kg)                                        | 36,00 m                                                                   |
| Lancio del martello        | 49,00 m (6 kg); 43,00 m (7,260 kg)                                       | 43,00 m                                                                   |
| Lancio del giavellotto     | 52,50 m                                                                  | 36,00 m                                                                   |
| Decathlon                  | 5 500 p.; 4 300 p. (Eptathlon indoor); 5 800 p. (Decathlon allievi 2024) | -                                                                         |
| Eptathlon                  | -                                                                        | 4 000 p.; 3 200 p. (Pentathlon indoor); 4 700 p. (Eptathlon allieve 2024) |
| Marcia 10000 m             | 51'00"00; 24'30"00 (5 km/5000 m); 1h51'00 (20 km)                        | 58'00"00; 27'30"00 (5000 m); 1h57'00 (20 km)                              |
| Staffetta 4×100 metri      | senza minimo                                                             | senza minimo                                                              |
| Staffetta 4x400 metri      | senza minimo                                                             | senza minimo                                                              |

| Specialità             | 5 km Uomini | 4 km Donne |
| ---------------------- | ----------- | ---------- |
| 800 metri piani        | 1'58"00     | 2'20"00    |
| 1500 metri piani       | 4'05"00     | 5'00"00    |
| 3000 metri piani       | 9'05"00     | 11'20"00   |
| 5000 metri piani       | 15'50"00    | 20'00"00   |
| 10000 metri piani      | 33'30"00    | 41'00"00   |
| 10 km (strada)         | 33'30       | 41'00      |
| 3000 metri siepi       | 10'00"00    | 12'15"00   |
| 2000 metri siepi (u18) | 6'39"00     | 8'03"00    |

## Risultati

### Corsa Campestre, 15-16 marzo a Cassino
| Specialità      | Oro                               | Prestazione | Argento                                   | Prestazione | Bronzo                                  | Prestazione |
| Juniores Donne  |                                   |             |                                           |             |                                         |             |
| Cross 8 km      | Licia Ferrari Atletica Valchiese  | 21'45"      | Sofia Sidenius Bracco Atletica            | 22'07"      | Viviana Marinelli Atletica Locorotondo  | 22'22"      |
| Juniores Uomini |                                   |             |                                           |             |                                         |             |
| Cross 8 km      | Omar Fiki Atletica Winner Foligno | 25'46"      | Giacomo Bellillo Educare con il movimento | 25'54"      | Carlo Tagliabue Atletica Valle Brembana | 26'00"      |

### Uomini
| Specialità                                                                              | Oro                                                                                                | Prestazione        | Argento                                                                                    | Prestazione        | Bronzo                                                                                      | Prestazione        |
| Corse                                                                                   | |                    |                                                                                            |                    |                                                                                             |                    |
| 100 m piani                                                                             | Daniele Orlando Atletica Agropoli                                                                  | (+0.6 m/s)         | Francesco Pagliarini Atletica Fano Techfem                                                 | 10"56              | Luca Corradin Assindustria Sport                                                            | 10"68              |
| 200 m piani                                                                             | Leo Oumar Domenis Trieste Atletica                                                                 | 21"40 (-0.7 m/s)   | Simone Giliberto G.S. Fiamme Gialle                                                        | 21"50              | Matteo Miola CUS Padova                                                                     | 21"53              |
| 400 m piani                                                                             | Destiny Omodia Stamura Ancona                                                                      | 46"79              | Mirco Fragola Atl. Libertas Unicusano Livorno                                              | 47"28              | Daniele Salemi Siracusatletica                                                              | 47"81              |
| 800 m piani                                                                             | Lorenzo Forni Atletica Lecco                                                                       | 1'49'56            | Luca Borzi Società Sportiva Lazio                                                          | 1'50"05            | Alessandro Moser Lagarina Crus Team                                                         | 1'50"53            |
| 1500 m piani                                                                            | Marco Coppola Univertas Palermo                                                                    | 3'51"57            | Luca Coppola Univertas Palermo                                                             | 3'52"29            | Luca Mica Atl.Stud. Rieti Andrea Milardi                                                    | 3'52"87            |
| 3000 m piani                                                                            | Riccardo Serafini AC Firex Belluno                                                                 | 8'47"64            | Marco Coppola Univertas Palermo                                                            | 8'47"94            | Pietro Ruga Sport Project                                                                   | 8'51"45            |
| 5000 m piani                                                                            | Omar Fiki Atletica Winner Foligno                                                                  | 14'54"23           | Giacomo Bellillo Educare con il movimento                                                  | 14'54"36           | Antonio del Vecchio Atletica Livorno 1950                                                   | 15'03"80           |
| Marcia 10000 m                                                                          | Giuseppe DiSabato G.S. Fiamme Gialle                                                               | 41'09"84           | Alessio Coppola G.S. Fiamme Oro                                                            | 41'26"21           | Omar Moretti Atletica Livorno 1950                                                          | 41'53"54           |
| Corse ad ostacoli                                                                       | |                    |                                                                                            |                    |                                                                                             |                    |
| 110 m hs                                                                                | Matteo Togni G.S. Fiamme Oro                                                                       | 13"38 (+0,8 m/s)   | Alberigo Ghedina Atletica Meneghina                                                        | 13"59              | Filippo Rizzi Atletica Malignani Libertas                                                   | 13"70              |
| 400 m hs                                                                                | Okechukwu Chimbudike Agu Toscana Atletica Jolly                                                    | 51"39              | Tommaso Ardizzone G.S. Fiamme Gialle Simoni                                                | 51"81              | Giorgio Isoppi CUS Torino                                                                   | 52"85              |
| 3000 m siepi                                                                            | Enrico Ricci Atletica Ravenna                                                                      | 9'15"88            | Riccardo Ambrosio Varese Atletica                                                          | 9'16"35            | Andreas Ghilarducci Atletica Virtus Lucca                                                   | 9'20"01            |
| Staffette                                                                               | |                    |                                                                                            |                    |                                                                                             |                    |
| Staffetta 4×100 m                                                                       | Atletica Cento Torri Pavia Carlos Cespedes Quesada Marco Lenzi Giovanni Bracchini Luca Castellazzi | 42"15              | Atletica Campidoglio Lorenzo Pannuti Francesco Fraticelli Flavio Romagnoli Antonio Luciani | 42"28              | Nissolino Sport Rocco Romani Jonathan Farina Edoardo Bozza Andrea Bernardini                | 42"36              |
| Staffetta 4×400 m                                                                       | Assindustria Sport Christian Zenere Emmanuele Camporese Jacopo Nicoletti Lorenzo Stoppato          | 3'18"49            | Atletica Cento Torri Pavia Marco Lenzi Mattia Guidi Giovanni Bracchini Yari Marchesi       | 3'18"96            | Pro Sesto Atletica Cernusco Colin Torres Mattia De Rocchi Andrea Turcolini Riccardo Miglino | 3'19"16            |
| Salti                                                                                   | |                    |                                                                                            |                    |                                                                                             |                    |
| Salto in alto                                                                           | Massimo Magagna G.S. Fiamme Oro                                                                    | 2,09 m             | Alberto Basso Trevisatletica                                                               | 2,09 m             | Alberto Marzola GA Aristide Coin Venezia 1949                                               | 2,07 m             |
| Salto con l'asta                                                                        | Leonardo Scalon CUS Torino                                                                         | 4,92 m             | Daniel Gianfrancesco Nissolino Sport                                                       | 4,85 m             | Leonardo Bigotto Trevisaltletica                                                            | 4,70 m             |
| Salto in lungo                                                                          | Aldo Rocchi Atletica Futura Roma                                                                   | 7,65 m (+5,3 m/s)  | Maximilian Springeth Athletic Club 96                                                      | 7,35 m (+4,4 m/s)  | Francesco Patumi Atl. Perugia Team                                                          | 7,32 m (+2,7 m/s)  |
| Salto triplo                                                                            | Francesco Efeosa Crotti CUS Pro Patria Milano                                                      | 15,86 m (+0,0 m/s) | Aldo Rocchi Atletica Futura Roma                                                           | 15,21 m (+0,3 m/s) | Filippo Valotti Atletica Virtus Campenedolo                                                 | 14,75 m (+0,6 m/s) |
| Lanci                                                                                   | |                    |                                                                                            |                    |                                                                                             |                    |
| Getto del peso                                                                          | Augusto Cecchetti Atletica AVIS Macerata                                                           | 17,77 m            | Tommaso Russo Atletica Libertas Unicusano Livorno                                          | 16,98 m            | Marco Nardocci ASA Ascoli Piceno                                                            | 16,15 m            |
| Lancio del disco                                                                        | Francesco D'Angelo Atl.Stud. Rieti Andrea Milardi                                                  | 55,92 m            | Augusto Cecchetti Atletica AVIS Macerata                                                   | 53,68 m            | Valerio Paionni Atl.Stud. Rieti Andrea Milardi                                              | 49,65 m            |
| Lancio del martello                                                                     | Davide Camilli Fiamme Gialle G. Simoni                                                             | 66,98 m            | Gaetano DeGaetano Siracusatletica                                                          | 61,90 m            | Francesco Baia New Atletica Afragola                                                        | 59,18 m            |
| Lancio del giavellotto                                                                  | Pietro Villa Kronos Roma                                                                           | 66,82 m            | Tommaso Suttora Atletica Vis Nova Giussano                                                 | 65,62 m            | Giovanni De Cesare AVIS Barletta                                                            | 64,40 m            |
| record dei campionati; record nazionale; record personale; record personale stagionale. | |                    |                                                                                            |                    |                                                                                             |                    |

### Donne
| Specialità                                                                              | Oro                                                                                            | Prestazione        | Argento                                                                              | Prestazione        | Bronzo                                                                                      | Prestazione        |
| Corse                                                                                   |                                                                                                |                    |                                                                                      |                    |                                                                                             |                    |
| 100 m piani (+0.6 m/s)                                                                  | Alice Pagliarini G.S. Fiamme Gialle                                                            | 11"66              | Chiara Rognoni Cremona Sportiva Atletica Arvedi                                      | 11"93              | Giulia Signorini Atletica Vicentina                                                         | 11"94              |
| 200 m piani (-1.6 m/s)                                                                  | Alice Pagliarini G.S. Fiamme Gialle                                                            | 23"77              | Melissa Turchi La Fratellanza 1874                                                   | 24"31              | Elisa Marcello CUS Cagliari                                                                 | 24"35              |
| 400 m piani                                                                             | Giulia Macchi Bracco Atletica                                                                  | 53"51              | Francesca Meletto Atletica Brescia 1950                                              | 53"74              | Zoe Fiorentini Atletica 85 Faenza                                                           | 54"05              |
| 800 m piani                                                                             | Lorenza De Noni Atletica Silca Conegliano                                                      | 2'06"46            | Elena Irbetti Atletica Spezia Duferco                                                | 2'06"86            | Giulia Colarieti ILoveRun Terni                                                             | 2'07"69            |
| 1500 m piani                                                                            | Lorenza De Noni Atletica Silca Conegliano                                                      | 4'31"80            | Melania Rebuli Atletica Silca Conegliano                                             | 4'32"67            | Giulia Colarieti ILoveRun Terni                                                             | 4'34"59            |
| 3000 m piani                                                                            | Olivia Alessandrini Atl. Bergamo 1959 Oriocenter                                               | 9'33"01            | Federica Borromini CUS Perugia                                                       | 9'47"60            | Martina Ghisalberti Atletica Valle Brembana                                                 | 8'51"45            |
| 5000 m piani                                                                            | Olivia Alessandrini Atl. Bergamo 1959 Oriocenter                                               | 17'15"56           | Licia Ferrari Valchiese                                                              | 17'18"84           | Sofia Ferrari Calcestruzzi Corradini Excelsior                                              | 17'50"62           |
| Marcia 10000 m                                                                          | Elisa Marini CUS Macerata                                                                      | 46'58"52           | Bianca Zoboli La Fratellanza 1874                                                    | 48'00"74           | Francesca Bruselli La Fratellanza 1874                                                      | 50'28"97           |
| Corse ad ostacoli                                                                       |                                                                                                |                    |                                                                                      |                    |                                                                                             |                    |
| 110 m hs (-1,0 m/s)                                                                     | Veronica Cioccoloni Polisportiva Astra Atletica                                                | 13"81              | Matilde Morbin Atletica Vicentina                                                    | 13"86              | Sofia Gragnato Fondazione Bentegodi                                                         | 14"25              |
| 400 m hs                                                                                | Virginia Capasso Atl. Stud. Rieti Andrea Milardi                                               | 59"94              | Benedetta Falleti Atletica Canavesana                                                | 1'00"83            | Greta Vuolo CUS Pro Patria Milano                                                           | 1'00"93            |
| 3000 m siepi                                                                            | Asia Bernardini Tirreno Atletica Civitavecchia                                                 | 10'51"83           | Silvia Signini Bracco Atletica                                                       | 10'55"22           | Leila Colussi Atletica Feltre                                                               | 10'55"97           |
| Staffette                                                                               |                                                                                                |                    |                                                                                      |                    |                                                                                             |                    |
| Staffetta 4×100 m                                                                       | Atl. Stud. Rieti Andrea Milardi Ginevra Baglioni Virginia Capasso Lavinia Capasso Laura Varesi | 45"76              | Atletica Vicentina Asia Pietribiasi Sarah Bernardinello Marta Peron Giulia Signorini | 46"32              | Atletica Gavirate Ilaria Luzzi Alessandra Spagozza Edoardo Bozza Andrea Bernardini          | 47"31              |
| Staffetta 4×400 m                                                                       | Bracco Atletica Alice Casagrande Emma Pollini Carolina Molteni Giulia Macchi                   | 3'41"41            | Atletica Brescia 1950 Anna Almici Anna Quaresmini Giia Togni Francesca Meletto       | 3'46"48            | Atl. Stud. Rieti Andrea Milardi Virginia Capasso Anna Toppano Maryem Khalil Lavinia Capasso | 3'49"33            |
| Salti                                                                                   |                                                                                                |                    |                                                                                      |                    |                                                                                             |                    |
| Salto in alto                                                                           | Eleonora Viti Polisportiva Triveneto Trieste                                                   | 1,77 m             | Chiara Pavan Team Treviso                                                            | 1,71 m             | Francesca Leccis Atletica Mineraria Carbonia                                                | 1,71 m             |
| Salto con l'asta                                                                        | Andrea Fogato G.S. Fiamme Oro                                                                  | 3,79 m             | Letizia Paolatto Atl. Brugnera Friulintagli                                          | 3,73 m             | Chiara Costanzo Polisportiva Astra Atletica                                                 | 3,65 m             |
| Salto in lungo                                                                          | Mah Oury Seye ASD Francesco Francia                                                            | 5,84 m (+1,9 m/s)  | Francesca Izzi Atletica Isernia                                                      | 5,83 m (+1,5 m/s)  | Rebecca Agbortabi Trevisatletica                                                            | 5,80 m (+1,3 m/s)  |
| Salto triplo                                                                            | Erika Saraceni Bracco Atletica                                                                 | 13,78 m (+0,1 m/s) | Eleonora Viti Polisportiva Triveneto Trieste                                         | 12,88 m (+0,9 m/s) | Elisa Valenti Atletica Siracusa                                                             | 12,82 m (+0,6 m/s) |
| Lanci                                                                                   |                                                                                                |                    |                                                                                      |                    |                                                                                             |                    |
| Getto del peso                                                                          | Anita Nalesso Trevisatletica                                                                   | 14,20 m            | Elettra Bernardis Atl. Malignani Libertas Udine                                      | 13,19 m            | Angelica Arcari CUS Parma                                                                   | 13,18 m            |
| Lancio del disco                                                                        | Valeria Arturi CUS Torino                                                                      | 44,43 m            | Martina Lukaszek US Foggia Atletica                                                  | 43,75 m            | Gioia Giacomelli Atl. Alto Garda e Ledro                                                    | 40,66 m            |
| Lancio del martello                                                                     | Giorgia Liguori Atletica Livorno 1950                                                          | 54,53 m            | Margaret Mannering CUS Parma                                                         | 51,90 m            | Aurora Giardinieri ASA Ascoli Piceno                                                        | 51,72 m            |
| Lancio del giavellotto                                                                  | Vittoria Rapetti Atletica Alessandria                                                          | 49,87 m            | Sofia Frigerio Bracco Atletica                                                       | 46,01 m            | Elisa Dozio Atletica Lecco                                                                  | 42,61 m            |
| record dei campionati; record nazionale; record personale; record personale stagionale. |                                                                                                |                    |                                                                                      |                    |                                                                                             |                    |

### Prove multiple, 21-22 giugno a Busto Arsizio
| Specialità                                                                              | Oro                               | Prestazione | Argento                              | Prestazione | Bronzo                                | Prestazione |
| Decathlon (uomini)                                                                      | Kevin Lubello Lagarina Crus Team  | 7.198 p.    | Daniele Tomasi CSS Leonardo da Vinci | 6.786 p.    | Nicola Serra Centro Atletica Piombino | 6.786 p.    |
| Eptathlon (donne)                                                                       | Sofia Bonafè Pontevecchio Bologna | 5.288 p.    | Matilde Morbin Atletica Vicentina    | 5.172 p.    | Martina Bianchi Atletica Brescia 1950 | 4.795 p.    |
| record dei campionati; record nazionale; record personale; record personale stagionale. |                                   |             |                                      |             |                                       |             |